# Ausgang
Ausgang est un groupe britannique de post-punk et de rock gothique formé à Birmingham en 1983. Leur musique est décrite comme une rencontre entre Sex Gang Children et The Birthday Party.

## Historique
Ausgang se forme sur les cendres du groupe Kabuki. Certains des membres ont également fait partie des Solicitors. Max (chant), Cub (guitare basse) et Matthew (guitare) ont tous joué auparavant dans Kabuki, qui a sorti un single en 1982 (I Am a Horse) avant de splitter. Ils forment Ausgang avec le batteur Ibo et jouent leur premier concert en septembre 1983 au Powerhouse de Birmingham. Ils tournent avec Death Cult avant de signer avec le label Criminal Damage qui publie leur premier EP, The Teachings of Web, en 1984. Le disque suivant, le single Solid Glass Spin, atteint la 28e place du UK Indie Chart. Leur dernière sortie cette année-là, l'EP Head On !, est produit par Andi Sex Gang.
Cub est ensuite remplacé par Stu, et Ausgang signe chez FM Records, qui sort l'EP Hunt Ya Down en 1985, suivi du premier album du groupe, Manipuler, en janvier 1986. Après une tournée avec Gene Loves Jezebel, Ausgang crée son propre label Shakedown, et sort le maxi 45 tours King Hell plus tard dans l'année.
Pour tenter de rompre avec sa réputation gothique, le groupe rallonge son nom en « Ausgang-a-Go-Go », inspiré par un ami qui avait peint le slogan sur sa veste. Il sort en 1987 le mini-LP Los Descamisados sous ce nom, avant de se séparer. Une collection de démos, In Retrospect (Out Of Our Minds), sort cette année-là sur le label Fourth Dimension, sur cassette uniquement.
En 2001, Anagram Records publie la compilation Last Exit… The Best of Ausgang.
Ausgang se reforme en 2003 et publie l'album Licked en 2005. Il s'agit de nouveaux enregistrements ou remasterings d'anciens titres accompagnés de deux nouvelles compositions et d'une reprise d'I Wanna Be Your Dog des Stooges. Le groupe joue lors de plusieurs éditions du Drop Dead Festival, notamment à New York en 2004 et 2006 et à Prague en 2007.

## Style
La musique d'Ausgang oscille entre punk-rock et rock gothique de la première heure, tel qu'on pouvait l'entendre au début des années 1980 dans les soirées de la Batcave, où ils se produisent d'ailleurs plusieurs fois. Les mélodies, au rythme soutenu, sont souvent déstructurées. Les cris aigus de Max rappellent ceux d'Andi Sex Gang, avec des intonations plus graves proches de Nick Cave dans Birthday Party ou de Ian Astbury dans Deat Cult. Les orchestrations sont simples, avec des guitares stridentes et des roulements de batterie qui évoquent Theatre of Hate ou Southern Deat Cult.

## Discographie

### Albums studio
- 1985 : Manipulate (FM)
- 1987 : Los Descamisados (Shakedown), mini-LP - Ausgang-A-Go-Go
- 2005 : Licked (Shakedown)

### EPs et singles
- 1984 : The Teachings of Web (Criminal Damage), EP 12"
- 1984 : Solid Glass Spine (Criminal Damage), single
- 1984 : Head On ! (Criminal Damage), EP 12"
- 1985 : Hunt Ya Down (FM), EP 12"
- 1986 : Bad Hand (Fourth Dimension), single 7" flexi disc
- 1986 : King Hell (Shakedown) single 12"

### Compilations
- 1987 : In Retrospect (Out Of Our Minds) (Fourth Dimension), cassette
- 2001 : Last Exit... The Best of Ausgang (Anagram)